# Мезосфера
Мезосферата е слой от земната атмосфера. Тя лежи над стратосферата на височина до около 80 km. С увеличаването на височината температурата се понижава и на горната граница на мезосферата има стойности от –70 или –80 °C в близост до мезопаузата – преходния слой към термосферата. На горната ѝ граница атмосферното налягане е 200 пъти по-малко от това при морското равнище. До горната граница на мезосферата се съдържа общо 95,5 % от цялата маса на атмосферата.